# 卑南王
關於卑南王的說法擁有兩種，第一種為荷蘭人所稱“卑馬巴的國王”（Pimala Pinarai），第二種為清治時期的比那賴（Pinadray）。

### 文獻
《臺灣通史》(1920年)：宣稱「唐貞觀間，馬來群島洪水，不獲安處。各駕竹筏避難，漂泊而至臺灣……而統一為卑南王」。
《臺東縣志》(1983年)：宣稱「元朝大德元年，卑南八社頭目馬加特征服其他各社，被推為酋長（卑南王）」
。

## 荷蘭時期
卑南族的卡勒卡然部落曾是領導卑南族管理東台灣平原及海岸地區的權力中心，然而在滑地戰役中，卡勒卡然部落敗給了同樣是卑南族的普悠瑪部落。
戰勝的普悠瑪部落從此取代卡勒卡然人在東部地的統治權，後於清領時期協助滿清搜捕反清的華人亂黨。因平亂有功，大清皇帝御賜普悠瑪領導人卑南大王官銜。
滑地戰役之後，戰敗的卡勒卡然人部族中，有部分法流家系族人選擇南遷另覓棲身之地，最後於台灣南方瑯嶠一帶征服當地排灣部族後，後建立一新政權，史稱瑯嶠十八社。

## 清治時期
前、後期之說共有以下三種區分法，此處採用第三種
1. 鴉片戰爭－列強侵襲中國
2. 英法聯軍-洋務運動
3. 牡丹社事件-積極治臺

### 前期

#### 文結
《臺東縣志》：「清朝康熙35年（1696年）臺灣府令陳林、賴科等越山至卑南招撫山胞，冊封其酋長文結」。
《臺灣通史》與《卑南大王》:01-10亦有記載「康熙61年，文結因協助清庭平朱一貴之亂有功而封王」。

#### 比那賴
又稱卑那來（Pinadray或Pinaday），為東台灣民間傳說中的英雄人物，雖其出身及生平皆有所爭議，但因其助清朝官兵阻饒林爽文餘黨自浸水營古道逃到台東有功，受乾隆招待至北京，並獲得「卑南王」之稱號，而其所統轄之區域則稱為「後山七十二社」。

##### 生平
比那賴是卑南社人，約生於清朝乾隆、嘉慶年間，屬於卑南社傳統六大氏族之一的拉拉氏族（Raera）。其父加六賽曾為傀儡山總社之第17任總頭目，而母親則是出身於太麻里的西路古。比那賴善於經商，成年後，以進入婚（Musabak，即漢人所稱入贅）之方式，進入今屏東縣之平埔族馬卡道族（Makatao）的大木連部落（Tavolia）（即今水底寮），沿著浸水營古道至西岸的水底寮開設交易所，一方面販售東部特產，另一方面則買進卑南人生活必需品，因而經商致富。
農業方面，比那賴將漢人耕作技術、器具、稻種及家畜禽引進東台灣，因而增加卑南族農產量。為追念此事，陸森寶於1964年將西洋民謠改編譜上詞，作成「卑南王」，歌詞即提及先祖比那賴教族人耕田、插秧，並開闢道路、樹立傳統。

##### 補充
根據余饒理（George Ede）於1890~1891年的《長老會信使》中記載，曾有一位東福爾摩沙國王（可能為比那賴），其王宮位於卑南。後來知本人將卑南征服，最後都被卑南人同化，最終阿美族人來了，他們立即就成為知本人的屬民:342。

##### 軼聞

###### 受封為王
根據民間傳說，由於比那賴率領東部七十二社協助清朝政府殲滅林爽文餘黨，故受乾隆封為「卑南王」。然而，據史料紀載，當時的乾隆封賞之官位最高只達到「六品頂帶」 ，與民間口傳所言之「受封為王」出入甚大。此外，原住民社會中本無「王」的概念，但卻為原住民誤傳為受封得「王位」。

###### 卑南王之名
卑南族盛傳，卑南社的頭目比那賴因有功而進京受封為王，因而統領東部七十二社，但根據清宮資料，1788年9月受臺灣當局遴選前往北京祝壽之30名原住民大小頭目包含四大總社之烏鰲總社、 阿里山總社、 大武壠總社及傀儡山總社等，與東台灣有直接關系者僅傀儡山總社，而其總頭目名單為比那賴之父加六賽，而非比那賴本人。

### 後期

#### 陳安生
漢人陳安生入贅卑南，成為比那賴（Pinadai）後裔西露姑（Siruku）的丈夫，因婚姻關係及其能力，後成為卑南社之頭目。1874年5月，渡臺辦防欽差大臣沈葆楨派遣袁聞柝搭輪船前往前來招撫，陳安生等隨袁同知到郡，表示社眾皆願歸化。
也因為漢人和清朝官方勢力進入台東平原、以及如鴉片、瘟疫等社會問題影響，卑南王的統治力量從十九世紀後期開始逐漸衰落，聯盟內的各部落逐漸擺脫了卑南王的控制，造成如1885年的知本利嘉之戰等內部衝突，盟主制度趨於瓦解。而在知本利嘉之戰結束十幾年後，卑南王終於走入歷史。

#### 姑仔佬
姑仔佬（Kuiaiaw），亦可稱做姑拉老（Kelalrau/Kuralau），為末代卑南王（終結於1897年），曾參與雷公火之役:72:97。